# Campanula punctata
Campanula punctata is een overblijvend kruid uit de klokjesfamilie (Campanulaceae). De soort komt van nature voor in Siberië, Korea en Japan.
Er zijn van deze plant een aantal cultivars, onder andere:
- Campanula punctata 'Alba'
- Campanula punctata 'Beetroot'
- Campanula punctata 'Bowl of Cherries'
- Campanula punctata 'Cherry Bells'
- Campanula punctata 'Hot Lips'
- Campanula punctata 'Pantaloons'
- Campanula punctata 'Plum Wine'
- Campanula punctata 'Rubra'
- Campanula punctata 'Rubriflora'
- Campanula punctata 'Sarastro' (8 cm lange bloemen)
- Campanula punctata 'Wedding Bells'

... · 
C. alliariifolia · 
C. alpestris (Allioni's klokje) · 
C. alpina · 
C. americana · 
C. arvatica · 
C. barbata · 
C. baumgartenii · 
C. carpatica (Karpatenklokje) · 
C. cervicaria (Ruw klokje) · 
C. cespitosa · 
C. cochleariifolia · 
C. exigua · 
C. garganica · 
C. glomerata (Kluwenklokje) · 
C. grossekii · 
C. lasiocarpa · 
C. latifolia (Breed klokje) · 
C. medium (Mariëtteklokje) · 
C. patula (Weideklokje) · 
C. persicifolia (Prachtklokje) · 
C. portenschlagiana (Dalmatiëklokje) · 
C. poscharskyana (Kruipklokje) · 
C. pulla · 
C. punctata · 
C. pyramidalis (Piramideklokje) · 
C. rapunculoides (Akkerklokje) · 
C. rapunculus (Rapunzelklokje) · 
C. rhomboidalis (Bergklokje) · 
C. rotundifolia (Grasklokje) · 
C. sarmatica · 
C. scheuchzeri · 
C. sibirica · 
C. spicata · 
C. takesimana · 
C. thyrsoides · 
C. trachelium (Ruig klokje) · 
C. zoysii · 
...